# North Perth
North Perth es un municipio canadiense situado en la provincia de Ontario.

## Superficie
North Perth tiene una superficie de 493,09 km².

## Demografía
En 2021, tenía 15 538 habitantes, una densidad poblacional de 31,5 hab./km², y 6171 viviendas.